# قره‌ولی، شماخی
قره‌ولی (به ترکی آذربایجانی: Qaravəlli) یک منطقه مسکونی در جمهوری آذربایجان است که در شهرستان شماخی واقع شده است. قره‌ولی ۱۱۴۶ نفر جمعیت دارد.

## دین
در مسجد جامع قره‌ولی یک هیئت مذهبی وجود دارد.